# Perštejn
Perštejn är en ort i Tjeckien.   Den ligger i distriktet Okres Chomutov och regionen Ústí nad Labem, i den nordvästra delen av landet, 100 km väster om huvudstaden Prag. Perštejn ligger 362 meter över havet och antalet invånare är 1 017.
Terrängen runt Perštejn är huvudsakligen kuperad. Perštejn ligger nere i en dal. Runt Perštejn är det ganska glesbefolkat, med 47 invånare per kvadratkilometer. Närmaste större samhälle är Klášterec nad Ohří, 5,2 km öster om Perštejn. I omgivningarna runt Perštejn växer i huvudsak blandskog.